# 超人力霸王 年代記D
《超人力霸王 年代記D》（日语：ウルトラマン クロニクルD），為2022年1月29日起於東京電視台系列頻道每週六上午9:00 - 9:30（JST），由圓谷製作所攝製的特攝電視劇 。

## 本作特色
- 本作由平成時期系列作《超人力霸王帝納》的主角超人力霸王帝納擔任主角。

## 故事概要
以平成的《超人力霸王帝納》的戰鬥為中心，並以全新角度一次介紹歷代超人力霸王英雄們的輝煌冒險故事。

## 本作所介紹的超人力霸王
- 超人力霸王帝納

原文： / 
- 超人力霸王特利卡

原文： / 

- 超人力霸王迪卡

原文： / 
- 超人力霸王Z

原文： / 
- 超人力霸王大河

原文： / 

- 超人力霸王羅索

原文： / 

- 超人力霸王布魯

原文： / 

- 超人力霸王

原文： / 

- 超人力霸王歐布

原文： / 

- 超人力霸王X

原文： / 

- 超人力霸王勝利

原文： / 

- 超人力霸王銀河

原文： / 

- 超人力霸王傳奇

原文： / 

- 超人力霸王傑洛

原文： / 

- 超人力霸王雷歐

原文： / 

- 超人力霸王

原文： / 

- 超人力霸王傑克

原文： / 

- 超人七號

原文： / 

- 超人力霸王（初代）

原文： / 

## 播放列表
以下時間以當地時間（日本時間）為準
| 播放日期   | EPISODES        | 日本原文標題           | 中文標題                               | 相關章節 | 備註                                                                                                  |
| ---------- | --------------- | ---------------------- | -------------------------------------- | --- | --- |
| 2022/01/29 | 第1話           |                        | 輪到你了！超人力霸王                   | 超人力霸王大河 劇場版 劇場版 超人力霸王大河 New Generation Climax（劇場版 ウルトラマンタイガ ニュージェネクライマックス） 超人力霸王Z 第1話 一起吶喊吧，我的名字！（ご唱和ください、我の名を！） 超人力霸王特利卡 第1話 光之連結者（光を繋ぐもの） 超人力霸王帝納 第1話 全新的光（前篇）（新たなる光（前編））                                                              | 新世代超人力霸王英雄們的介紹及『Z』、『特利卡』與『帝納』三名超人力霸王的首次戰鬥劇情來解說的總集篇。 |
| 2022/02/05 | 第2話           |                        | 形態變換英雄 （Type Change Hero）      | 超人力霸王X 劇場版 劇場版 超人力霸王X 來了！我們的超人力霸王（劇場版 ウルトラマンX きたぞ！われらのウルトラマン） 超人力霸王特利卡 第2&3話 朝向未來的飛翔（未来への飛翔） 超古代之光與闇（超古代の光と闇） 超人力霸王特利卡 第4&6&18話 決戰！地下都市（決戰！地下都市） 地上最大的怪獸（地上最大の怪獣） 呼喚黑闇的少女們（闇を呼ぶ少女たち）                               | 以『迪卡』、『帝納』與『特利卡』三名超人力霸王的形態變換來解說的總集篇。                              |
| 2022/02/12 | 第3話           |                        | 歸來的！羽次郎                         | 超人力霸王帝納 外傳 超人力霸王帝納 歸來的羽次郎（ウルトラマンダイナ 帰ってきたハネジロー） | 放送『歸來的羽次郎』的總集篇。                                                                        |
| 2022/02/19 | 第4話           |                        | 親愛的夥伴們                           | 超人力霸王特利卡 第2&15&16話 朝向未來的飛翔（未来への飛翔） 龍之作戰（オペレーションドラゴン） 嗤之滅亡（嗤う滅亡） 超人力霸王Z 第2話 戰士的心得（戦士の心得） 超人力霸王捷德 第1&24&25話 歡迎來到祕密基地（秘密基地へようこそ） 希望的碎片（キボウノカケラ） GEED之証（GEEDの証） 超人力霸王帝納 第11話 幻之遊星（幻の遊星）                                               | 以與超人力霸王攜手戰鬥的夥伴們來解說的總集篇。                                                        |
| 2022/02/26 | 第5話           |                        | 邪惡？的超人力霸王                     | 超人力霸王迪卡 第44話 影之繼承者（影を継ぐもの） 超人力霸王迪卡 劇場版 超人力霸王迪卡 THE FINAL ODYSSEY（ウルトラマンティガ THE FINAL ODYSSEY） 超人力霸王特利卡 第11&12&16&17話 光與暗的邂逅（光と闇の邂逅） 三千萬年的奇跡（三千万年の奇跡） 嗤之滅亡（嗤う滅亡） 憤怒的饗宴（怒る饗宴）                                                                                  | 以闇之巨人及邪惡的超人力霸王來解說的總集篇。                                                          |
| 2022/03/05 | 第6話           |                        | 共同戰鬥的超人力霸王                   | 超人力霸王特利卡 第8話 滋生侵略（繁殖する侵略） 超人力霸王Z 第7話 陛下的硬幣（陛下のメダル） 超人力霸王傳奇 | 以曾一起戰鬥過的超人力霸王們來解說的總集篇。                                                          |
| 2022/03/12 | 第7話           |                        | 各自的想法                             | 超人力霸王特利卡 第4&5&6&7&9&10&13&20&21話 為了笑容（笑顔のために） 彰人的約定（アキトの約束） 一小時的惡魔（一時間の悪魔） Inter‧Universe（インター‧ユニバース） 那天的翅膀（あの日の翼） 顫抖的心（揺れるココロ） 被狙擊的隊長～瑪露露偵探的事件簿~（狙いわた隊長～マルゥル探偵の事件簿～） 藍色的傢伙與電擊一同到來（青いアイツは電撃と共に） 惡魔再臨（悪魔がふたたび） | 放送『特利卡』中闇之巨人與怪獸們之間的關係的總集篇。                                                  |
| 2022/03/19 | 第8話           |                        | 驅馳而來的救世主                       | 超人力霸王特利卡 第18&19話 微笑作戰第一號（スマイル作戦第一号） 救世主的資格（救世主の資格） 超人力霸王迪卡 第44話 超人力霸王之星（ウルトラの星） | 以救援『特利卡』及『迪卡』的超人力霸王來解說的總集篇。                                                |
| 2022/03/26 | 第9話           |                        | 光與闇的超越                           | 超人力霸王特利卡 第22&23&24&25話 最後的遊戲（ラストゲーム） 我的朋友（マイフレンド） 闇之支配者（闇の支配者） 致以相信笑容的人～PULL THE TRIGGER～（笑顔を信じるものたちへ～ PULL THE TRIGGER～） | 以『特利卡』的最終決戰來解說的總集篇。                                                                |
| 2022/04/02 | 第10話          |                        | 來自宇宙警備隊的指令                   | 超級銀河格鬥：新生代英雄 （ウルトラギャラクシーファイト: ニュージェネレーションヒーローズ） | 超級銀河格鬥 分話播放。                                                                               |
| 2022/04/09 | 第11話          |                        | 新生代英雄們 （New Generation Heroes） | 超級銀河格鬥：新生代英雄 （ウルトラギャラクシーファイト: ニュージェネレーションヒーローズ） | 超級銀河格鬥 分話播放。                                                                               |
| 2022/04/16 | 第12話          |                        | 新的試煉                               | 超級銀河格鬥：新生代英雄 （ウルトラギャラクシーファイト: ニュージェネレーションヒーローズ） 超級銀河格鬥：巨大的陰謀 （ウルトラギャラクシーファイト: 大いなる陰謀） | 超級銀河格鬥 分話播放。                                                                               |
| 2022/04/23 | 第13話          |                        | 巨大的陰謀                             | 超級銀河格鬥：巨大的陰謀 （ウルトラギャラクシーファイト: 大いなる陰謀） | 超級銀河格鬥 分話播放。                                                                               |
| 2022/04/30 | 第14話          |                        | 被命運引導的超人力霸王                 | 超級銀河格鬥：巨大的陰謀 （ウルトラギャラクシーファイト: 大いなる陰謀） | 超級銀河格鬥 分話播放。                                                                               |
| 2022/05/07 | 第15話          | ウルトラ戦士の絆       | 超人戰士的闖絆                         | 超級銀河格鬥：巨大的陰謀 （ウルトラギャラクシーファイト: 大いなる陰謀） | 超級銀河格鬥 分話播放。                                                                               |
| 2022/05/14 | 第16話          | 燃え上れ！仲間と共に   | 熱烈燃燒！與夥伴同在                   | 超級銀河格鬥：巨大的陰謀 （ウルトラギャラクシーファイト: 大いなる陰謀） 超人力霸王特利卡 第14&15&16話 | 超級銀河格鬥 分話播放。                                                                               |
| 2022/05/21 | 第17話          | 解説！特空機           | 解說！特空機                           | 超人力霸王Z第3&4&12&22 & 25話 超人力霸王特利卡 第7話 | 特空機解構介紹總集編。                                                                                |
| 2022/05/28 | 第18話          | 教えて！メカ怪獣       | 請教指導！ 機甲怪獸                    | 超人力霸王帝納 第13&42話 | 機甲怪獸的解釋總集編。                                                                                |
| 2022/06/04 | 第19話          | ウルトラマンの正体は？ | 超人力霸王的身份？                     | 超人力霸王帝納 第2&31&35&36話 | 超人力霸王的偽冒身份總集編。                                                                          |
| 2022/06/11 | 第20話          | 君だけを守りたい       | 只想守護你                             | 超人力霸王帝納 第49 - 51話 | 「帝納」最終話總集编。                                                                                |
| 2022/06/18 | 第21話          | 受け継がれる光         | 被繼承的光                             | 超人力霸王傳奇 | 超人力霸王傳奇分話播放。                                                                              |
| 2022/06/25 | 第22話 (最終回) | 立ち上がる光の勇者     | 站起來的光之英雄                       | 超人力霸王傳奇 | 超人力霸王傳奇分話播放。                                                                              |

## 樂曲

### 片頭曲
『君だけを守りたい』（只想守護你）
- 演唱：ボイジャー（Voyager）
- 作詞、作曲：高見澤俊彦
- 編曲：小西貴雄

## 演員
- 真中劍悟 - 寺坂頼我（第8 、9、21、22話）
- 朝倉陸 - 濱田龍臣（第14 - 16話）
- 夏川遙輝 - 平野宏周 (第17、18話)

### 配音演出
- 美特隆星人瑪露露 - M.A.O.
- 吉祥物小怪獸迪邦 - 松田利冴
- 貝加薩星人貝加 - 潘惠美（第10 - 16話）

## 播放詳情

### 日本
- 東京電視台

播出日期：2022年1月29日
播出時間：逢星期六 09:00-09:30（日本時間）

## 外部連結
- 《超人力霸王 年代記D》東京電視台官方網站 （页面存档备份，存于）（日語）
- 《超人力霸王系列》萬代官網 （页面存档备份，存于）（日語）
- 《超人力霸王系列》官方推特 （页面存档备份，存于）（日語）